# География Фарерских островов
Архипелаг Фарерских островов (фар. Føroyar) состоит из 18 островов, 17 из которых обитаемы. Также в состав Фарерских островов входит множество мелких островов, скал и рифов. Архипелаг простирается с запада на восток — на 75 км, и с севера на юг — на 113 км. Их суммарная площадь составляет — 1395,74 км². Основные острова: Стреймой, Эстурой, Судурой, Воар, Сандой, Бордой (см. список). Крупнейший остров — Стреймой (373,5 км²).

## Географическое положение
Фарерские острова расположены примерно посередине между Исландией и Шотландией и представляют собой части подводного хребта Уайвилла Томсона, выступающие из океана.
Крайние точки Фарерских островов:
- Северная — Энниберг[англ.] (Enniberg) — 62°29′,2 с.ш.
- Южная — Сумбиарстайнур (Sumbiarsteinur) — 61°21′,6 с.ш.
- Западная — Гаадрангур (Gáadrangur) — 7°40′,1 з.д.
- Восточная — Стапи[швед.] (Stapi) — 6°21′,5 в.д.

## Рельеф и геологическое строение

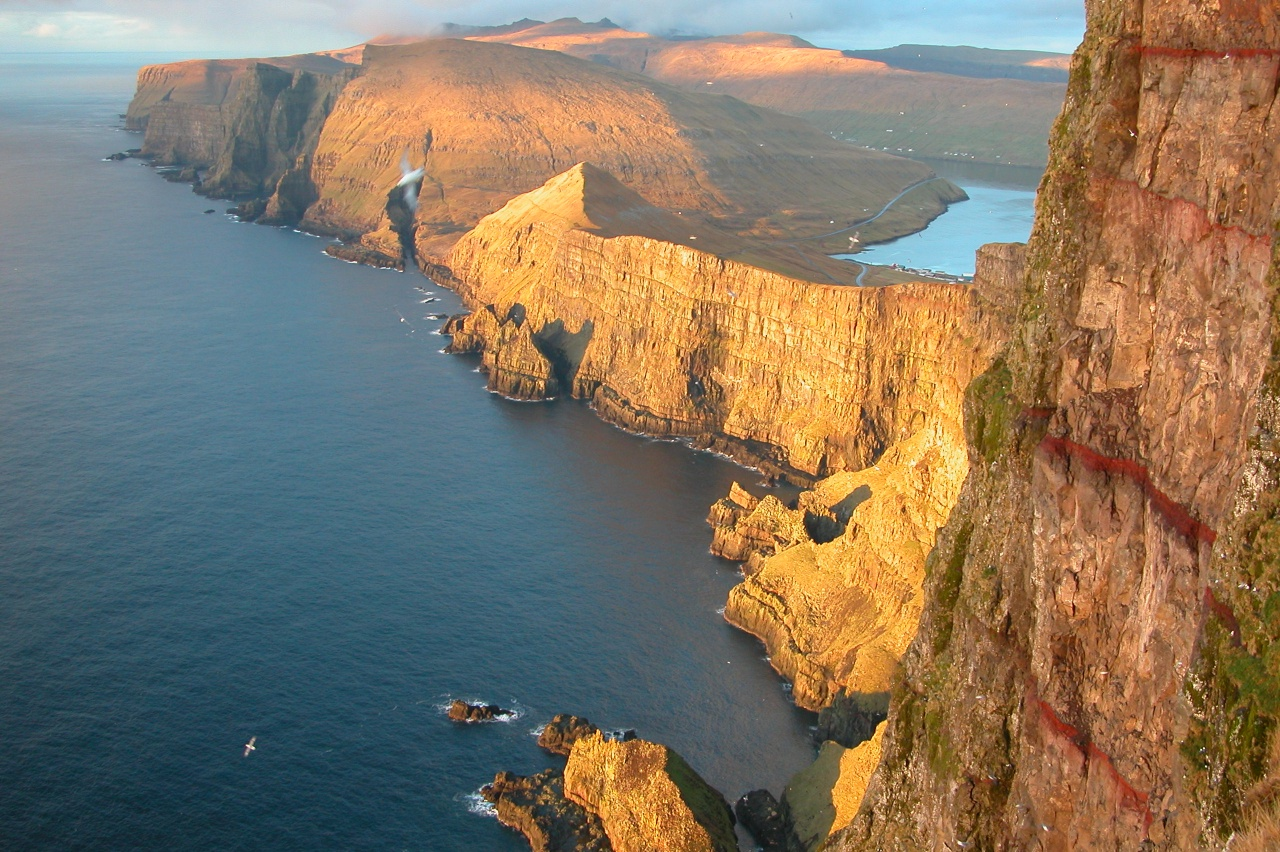
Западное побережье острова Судурой

Подводный хребет Уайвилла Томсона и Фарерско-исландский порог тянутся от северного окончания Шотландии к Исландии, являясь границей между бассейнами Северного Ледовитого океана и Атлантического океана. На стыке этих порогов и находятся Фарерские острова. Все острова Фарерского архипелага имеют вулканическое происхождение и сложены преимущественно туфами и базальтовыми лавами, Поверхность островов представляет собой глубоко расчленённые плато с возвышающимися над ними заострёнными гребнями, максимальная отметка одного из которых — 882 метра (г. Слаттаратиндур). Береговая линия представлена большим количеством фьордов, отличается крутизной и обрывистостью. На островах имеются формы ледникового рельефа (морены, троги, каровые озёра).

## Полезные ископаемые
Фарерские острова отличаются небогатым видовым разнообразием полезных ископаемых и их запасами. В качестве строительного материала повсеместно используется базальт. Вулканический туф жители острова использовали для изготовления красной малярной краски «фаэрозит», взамен импортного сурика. Несмотря на то, что главным топливом служит торф, для отопления жилищ и вывоза в Данию также велась разработка бурого угля.

## Гидрология

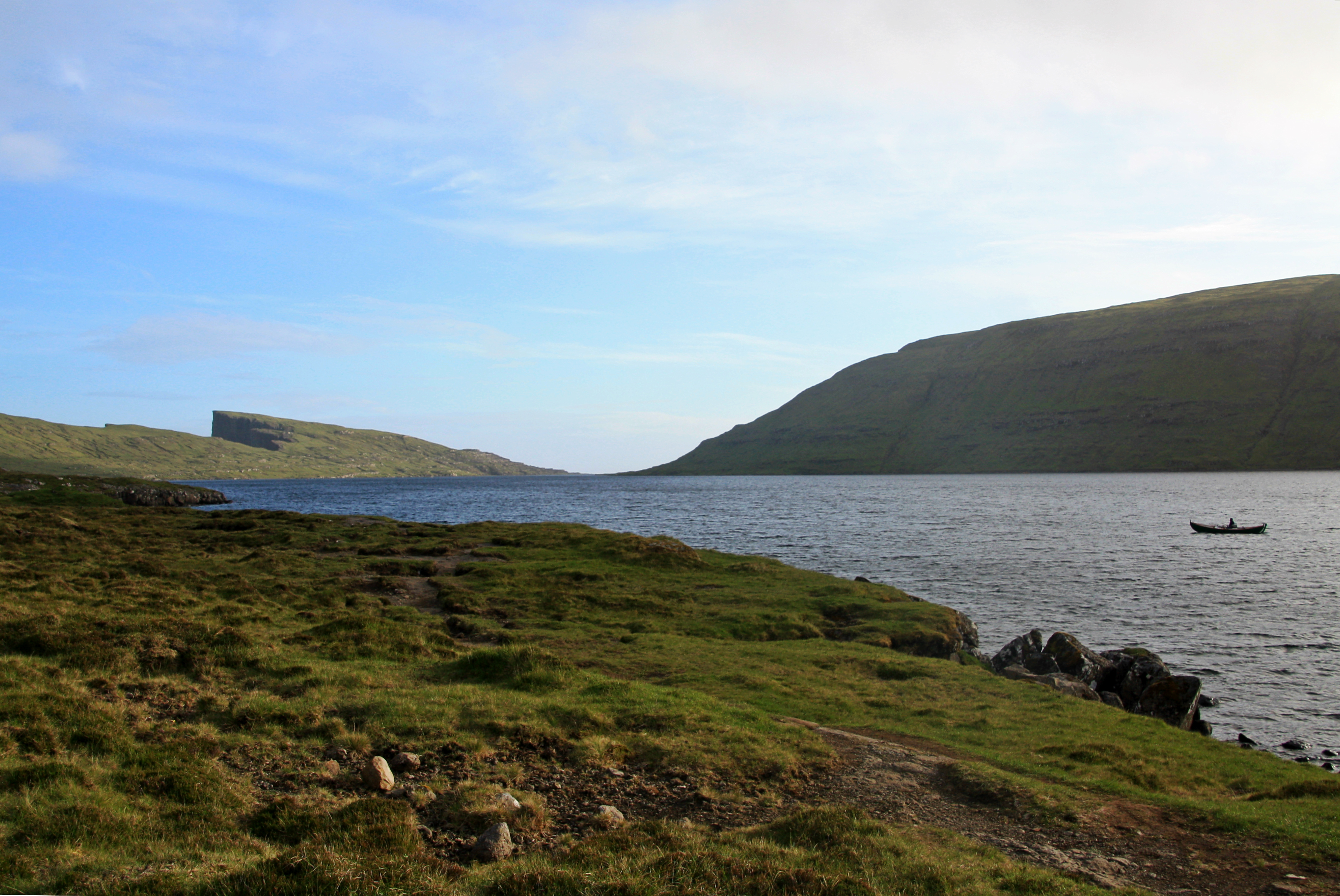
озеро Сорвагсватн
как бы нависает над океаном на высоте 32 м

Гидрологическая сеть на Фарерских островах представлена мелкими реками (например, река Брейда), напоминающими горные ручьи; естественных водотоков почти нет, но много искусственных озёр и небольших болот. На Фарерских островах имеется несколько небольших озёр, крупнейшее из которых озеро Сёрвагсватн на острове Воар.

## Климат
Климат архипелага — субарктический морской, с небольшой амплитудой между температурами лета и зимы. Средняя температура самого тёплого месяца (июль) составляет +10 — +11 °C, самого холодного (март) +3 — +4 °C. Для Фарерских островов характерно обилие осадков в виде дождя в течение всего года, достаточно сильные ветры (преимущественно в зимнее время года), туманы, высокая влажность воздуха. В течение года в среднем выпадает 1500 мм осадков. Зимой осадки в основном в виде ливневых дождей. Снег тает преимущественно за несколько суток, но на вершинах гор держится вплоть до начала весны.
Благодаря тропическому морскому течению Гольфстрим, вода вокруг островов круглый год имеет температуру около +10 °C, что смягчает климатические условия и обеспечивает идеальные условия для жизни рыбы и планктона.

## Почвы
На островах распространены дерново-торфянистые субполярные почвы. Пашня занимает 2,14 % от всей площади островов.

## Растительность
На Фарерском архипелаге совсем нет естественных лесов, но встречаются низкорослый сосняк, вереск, карликовая ива и черника. Имеются посадки крепких хвойных пород, клёна и горного ясеня. На скалах, кроме мхов и лишайников, более ничего не произрастает. Речные долины и склоны плато, обращённые к югу, покрыты травянистой растительностью. Типичный ландшафт архипелага — изумрудные луга, болота, поросшие камышом, вересковые пустоши.

## Животный мир
На Фарерских островах нет ни пресмыкающихся, ни земноводных. Млекопитающие попали на острова уже с помощью человека. Достаточно богат и разнообразен состав птиц на архипелаге: здесь обитает около 227 видов птиц (главным образом водоплавающие и болотные). Прибрежные воды отличаются обилием рыбы, среди которой выделяются треска, сельдь, палтус.